# Real Monarchs
Die Real Monarchs SLC (SLC steht für Salt Lake City), kurz Real Monarchs, sind ein US-amerikanisches Fußball-Franchise der MLS Next Pro aus Herriman, Utah. Die Real Monarchs sind das Farmteam des MLS-Franchises Real Salt Lake und tragen ihre Heimspiele im Zions Bank Stadium aus. Die Mannschaft spielte von 2015 bis 2021 in der USL Championship, ehe sie 2022 in die neugegründete MLS Next Pro wechselte.

## Geschichte
Am 3. November 2014 gab das Major-League-Soccer-Franchise Real Salt Lake offiziell die Gründung der Real Monarchs SLC bekannt. Im Rahmen einer Pressekonferenz wurden der Name und das Wappen bekannt gegeben. Besitzer des Franchises ist Dell Loy Hansen. Ihm gehört auch Real Salt Lake. Die beiden Mannschaften sind also verpartnert und RSL wird auch im Rahmen der MLS-USL Partnerschaft offizieller Partner der Real Monarchs.
Die Mannschaft wird ab der Saison 2015 in der USL Pro spielen. Als Trainer wurde der ehemalige US-amerikanische Fußballspieler und Jugendtrainer bei Real Salt Lake, Freddy Juarez, bestätigt.
Zur Saison 2022 wechselte das Franchise in die neugegründete MLS Next Pro.

## Stadion
- Rio Tinto Stadium; Sandy, Utah (2015–2017)
- Zions Bank Stadium; Herriman, Utah (2018- )

Die Heimspiele werden die Real Monarchs im Rio Tinto Stadium austragen. Das Fußballstadion bietet 20.213 Zuschauern Platz und gehört dem Franchiseeigentümer Dell Loy Hansen. Außerdem werden hier die Spiele von Real Salt Lake ausgetragen.

## Erfolge
- USL Championship Cup 
  - Sieger: 2019
- USL Regular Season
  - Sieger: 2017

## Saisonstatistik
| Jahr | Ligenstufe | Liga | Regular Saison  | Play-offs                | U.S. Open Cup   | Zuschauerdurchschnitt |
| ---- | ---------- | ---- | --------------- | ------------------------ | --------------- | --------------------- |
| 2015 | 3          | USL  | 12. Platz, West | nicht qualifiziert       | 3. Runde        | 4.968                 |
| 2016 | 3          | USL  | 11. Platz, West | nicht qualifiziert       | keine Teilnahme | 2.528                 |
| 2017 | 2          | USL  | 1. Platz, West  | Conference Viertelfinale | keine Teilnahme | 2.195                 |
| 2018 | 2          | USL  | 4. Platz, West  | Conference Viertelfinale | keine Teilnahme | 1.731                 |